# Oulunsaari (ö i Lappland)
Oulunsaari är en ö i Finland. Den ligger i sjön Kuhajärvi och i kommunen Ranua i den ekonomiska regionen  Rovaniemi ekonomiska region  och landskapet Lappland, i den norra delen av landet, 600 km norr om huvudstaden Helsingfors. Öns area är 2,4 hektar och dess största längd är 280 meter i nord-sydlig riktning.